# Де Анхелис, Альфредо
Альфредо Де Анхелис (Де Анджелис, исп. Alfredo De Angelis; 2 ноября 1910 — 31 марта 1992) — аргентинский композитор и дирижёр, видный мастер аргентинского танго.

## Биография
Де Ангелис родился в городке Адроге (к югу от Буэнос-Айреса). Начал музыкальную карьеру, аккомпанируя певцу Хуану Хилиберти, который, объявляя его, заявлял, что сам Гардель назначил его своим музыкальным наследником. Вскоре присоединился к оркестру Ансельмо Айеты, заменяя пианиста Хуана Полито. Любопытно, что в том же составе Хуан Д’Арьенцо играл на скрипке. На всём протяжении 1930-х гг. выступал в составе различных коллективов, пока наконец не собрал собственный оркестр, с которым дебютировал 20 марта 1941 в кафе Marzotto на улице Корриентес в Буэнос-Айресе. Единственным вокалистом того состава, у кого уже были успешные записи, был Гектор Мореа. Оркестр также выступал на радио El Mundo.
В период между 1943 и 1977 годами записал 486 треков для звукозаписывающей компании Odeon (после Второй мировой войны — латиноамериканский импринт EMI).
Среди вокалистов, выступавших с оркестром Де Анхелиса, были Флореаль Руис, Карлос Данте, Хулио Мартель, Оскар Ларрока, Хуан Карлос Годой и многие другие.
Де Анхелис не был так популярен, как Анибаль Тройло или Освальдо Пульезе, но он был руководителем оркестра, который искал вдохновение в традиционном танго.

## Композиции[6]
- Dejame así (1943)
- Como se muere de amor (1943)
- De igual a igual (1944)
- Pregonera (1945)
- Un tango y nada más (1945)
- Ivón (1945)
- El taladro (1946)
- Melodía gris (1946)
- Oro muerto (Jirón porteño) (1946)
- La brisa (1946)
- Lunes (1947)
- No te perdono más (1948)
- Cuatro líneas para el cielo (1948)
- La limosna (1949)
- El ciruja (1949)
- Allá en el bajo (1949)
- Pampa y cielo (1951)
- Lina (1952)
- La novena (1953)
- Bailarín compadrito (1953)
- Volvamos a empezar (1953)
- Guardia vieja (1954)
- Sangre maleva (1955)
- Leyenda del río (1955)
- El huérfano (1955)
- Pifia (1955)
- Amor de marinero (1956)
- Mi dolor (1957)
- La criolla (1957)
- Plata (1957)
- Pavadita (1958)
- Quién tiene tu amor (1958)
- T.B.C. (1960)
- Así se baila hoy (1964)
- Isla de Capri (1964)
- La milonga celestial (1964)
- Y dicen que no es amor (1969)
- Sin gritar (1971)